# Free Realms
Free Realms est un jeu de rôle en ligne massivement multijoueur développé par Sony Online Entertainment et ciblant essentiellement un public familial.
Il n'est plus jouable depuis le 31 mars 2014, date de la fermeture définitive des serveurs du jeu.